# Атіла південний
Аті́ла південний (Attila phoenicurus) — вид горобцеподібних птахів родини тиранових (Tyrannidae). Мешкає в Південній Америці.

## Поширення і екологія
Південні атіли гніздяться на південному сході і сході Бразилії (від півдня Ріо-де-Жанейро до Ріу-Гранді-ду-Сулу), на північному сході Аргентини (Місьйонес) та на сході Парагваю. Зимують в Парагваї, на сході Болівії, в бразильській Амазонії і північній Венесуели.
Південні атіли живуть у вологих тропічних лісах і в чагарникових заростях.